# Flygskatt

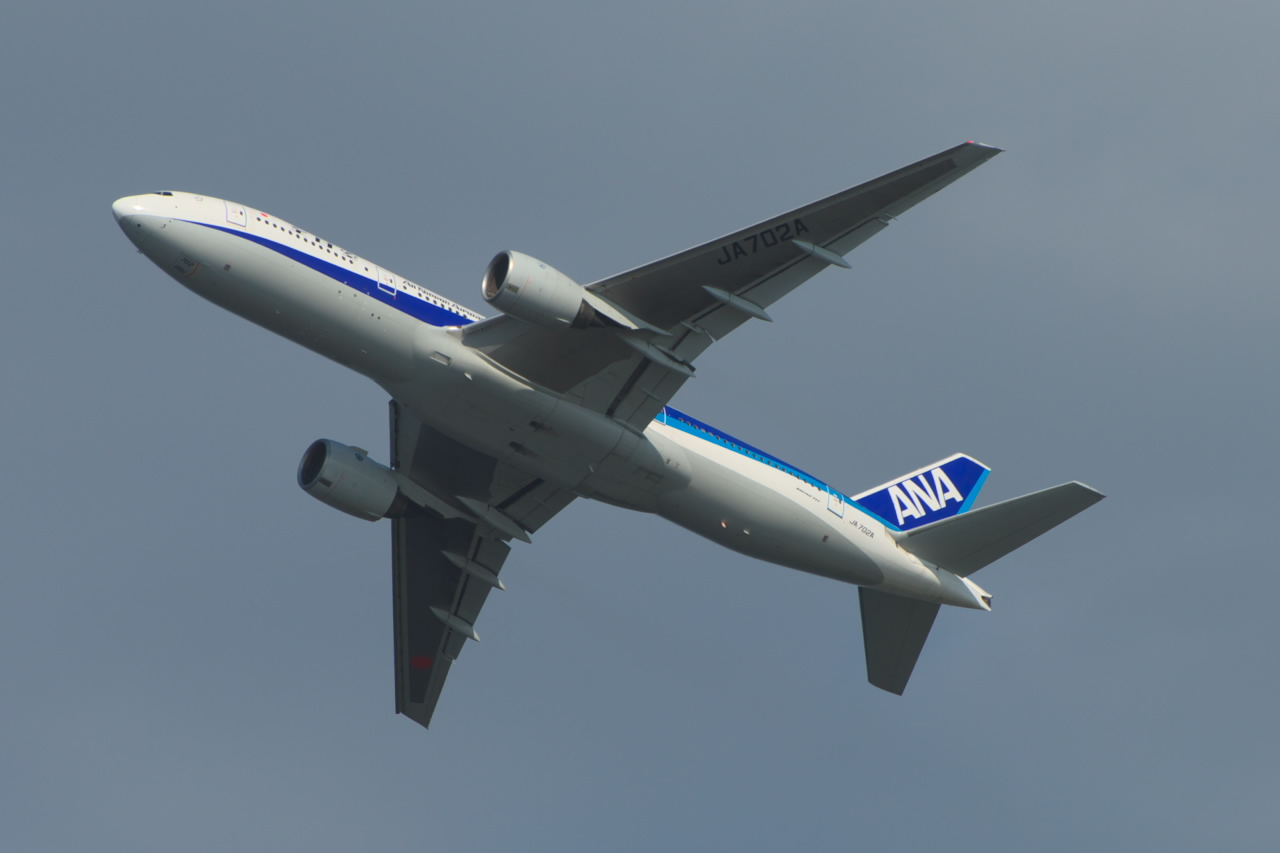
Ett passagerarplan lämnar flygplatsen

Flygskatt avser en punktskatt på flygresor.

## Flygskatt i Sverige
Syftet med skatten var enligt regeringen Löfven I att ta ett första steg i rätt riktning för att minska flygets klimatpåverkan. Även skattens signalvärde och att länder kan följa efter lyftes fram som skäl. Remissinstanser hade invänt att en internationell flygskatt eller EUs utsläppshandelssystem (EU-ETS) är lämpligare. Regeringen angav att det förstnämnda inte är möjligt och att ETS innebär fria tilldelningar av utsläppsrätter, och att en skatt på flygresor därför behövs för att flyget ska bära en större del av sin klimatkostnad. Regeringen menade vidare att risken för överflyttning till bilresor framförallt skulle gälla korta resor. Skatten infördes den 1 april 2018, och fick kritik av opposition som lovat att avskaffa den. 3 september 2023 meddelade regeringen Kristersson och samarbetspartiet Sverigedemokraterna att flygskatten ska upphävas från och med 1 juli 2025.

### Utformning
Den svenska lagstiftningen omfattar kommersiella flygresor och även statsflyg. Skatten tas ut per passagerare i likhet med flygskatten i Frankrike, Norge, Storbritannien, Tyskland och Österrike. Skattens storlek räknas upp årligen med inflationen och ligger 2025 på tre olika nivåer: 77, 323 och 517 kr per passagerare per enkelresa för respektive slutdestination i Europa (inklusive Sverige), utvalda långflyg till exempelvis USA, Kanada och Kap Verde, och sist övriga flyg som inte tas upp på nivå ett eller nivå två.

### Kritik
Professor Runar Brännlund har beskrivit skatten som verkningslös. Den träffar fel då den inte beskattar själva utsläppen, utan passagerare, och sannolikt kommer att leda till omläggning av flygresor inom Europa istället. Vilket är varför Mats Knutson beskriver flygskatten som en signalfråga för Miljöpartiet. Brännlund påpekar att flygresor inom EU redan ingår i ett utsläppshandelssystem (EU-ETS) och att det är en sådan effektiv koldioxidskatt som inte snedvrider eller är ineffektiv som är vägen framåt. Länsstyrelsen i Norrbotten har utrett hur flygskatten påverkar den norrbottniska ekonomin och rörligheten bland norrbottniska resenärer. Sydsvenskar kan resa landvägen till Köpenhamns flygplats och slippa skatten. Enligt rapporten Avståndsskatters effekt för Norrbotten – Konsekvensanalys slår flygskatten hårdare mot gles- och landsbygd då det saknas substitut för resenärer samtidigt som den försämrar villkoren för turismnäringen ute i landet.